# 1996年のNBAドラフト
1996年のNBAドラフトは、1996年度のNBAドラフト。1996年6月26日、アメリカ合衆国のニュージャージー州イーストラザフォードで開催された。
この年のドラフトは、1985年と並び、ドラフトロッタリー制度が導入後、コービー・ブライアント、アレン・アイバーソン、スティーブ・ナッシュ、レイ・アレンなど最多の10人がNBAオールスターゲームに選出されている。

## ドラフト指名

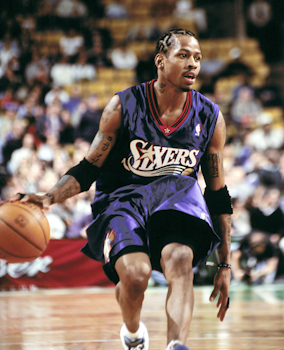
アレン・アイバーソンは全体1位でフィラデルフィア・76ersに指名された

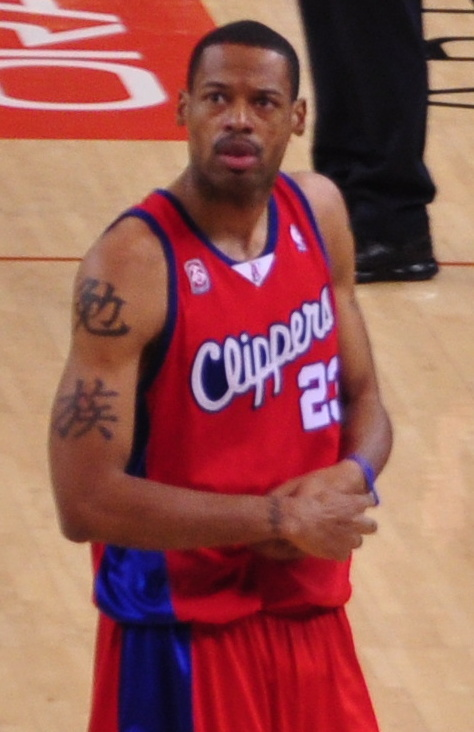
マーカス・キャンビーは全体2位でトロント・ラプターズに指名された

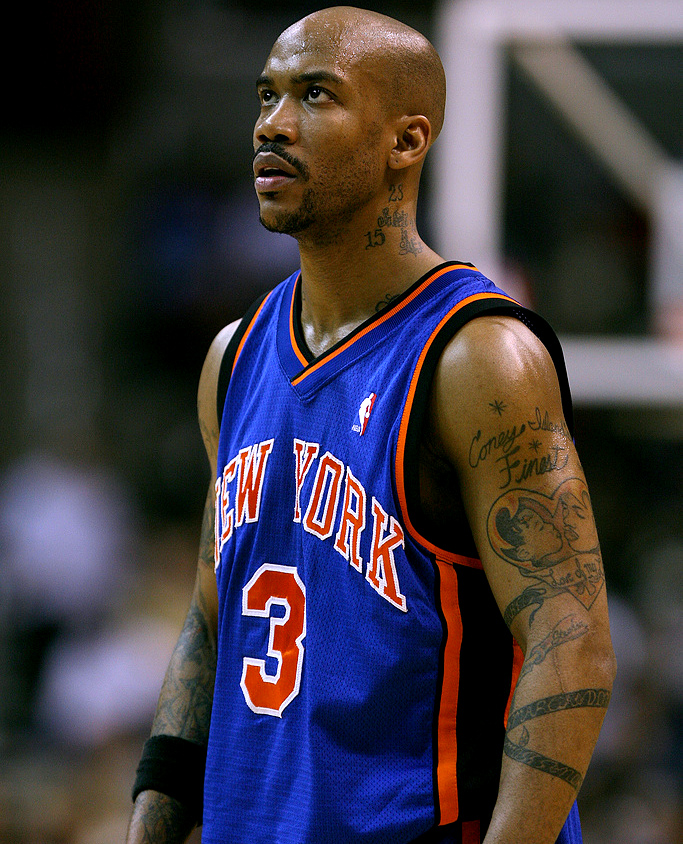
ステフォン・マーブリーは全体4位でミルウォーキー・バックスに指名された（その後にミネソタへトレード）

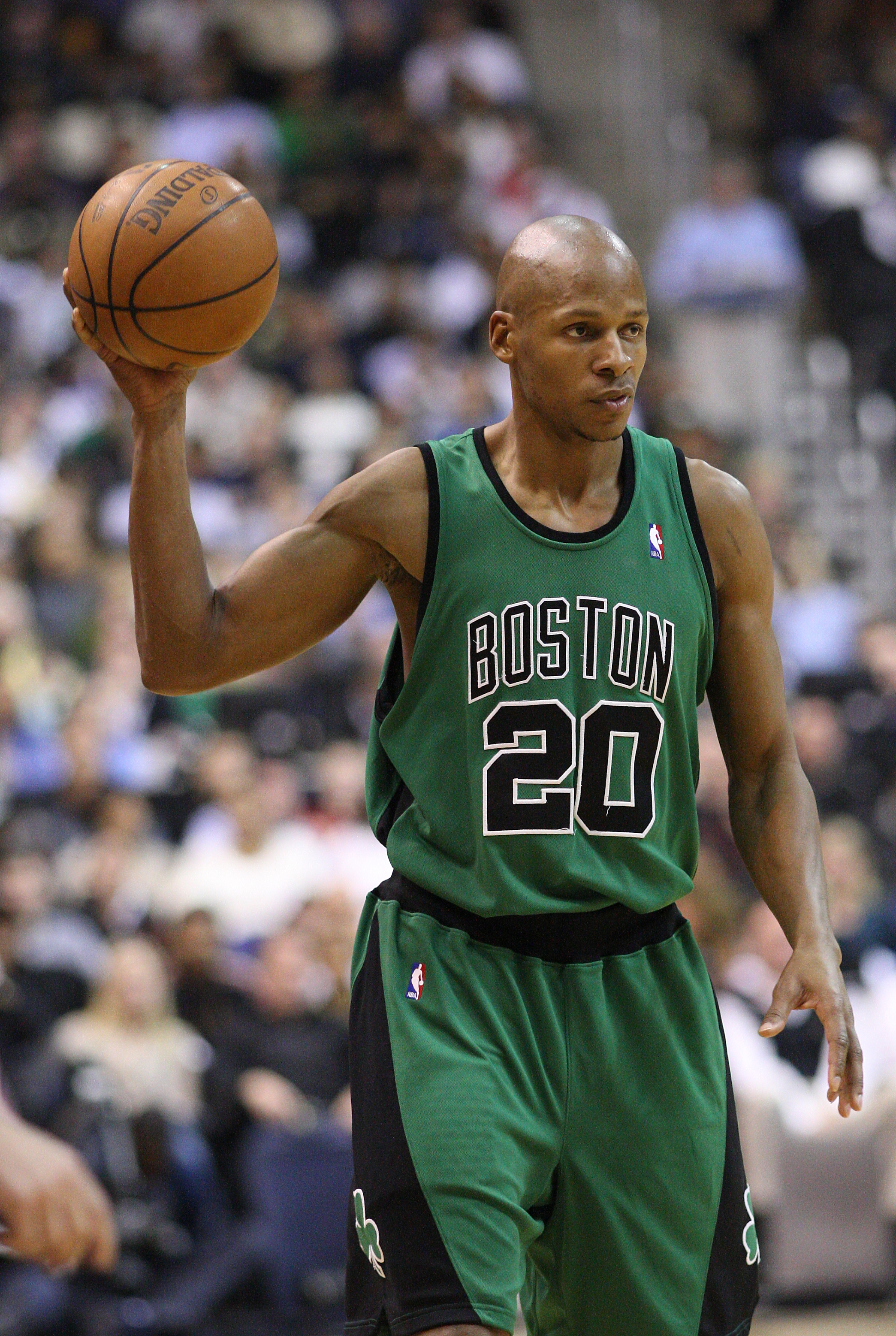
レイ・アレンは全体5位でミネソタ・ティンバーウルブズに指名された（その後にミルウォーキーへトレード）

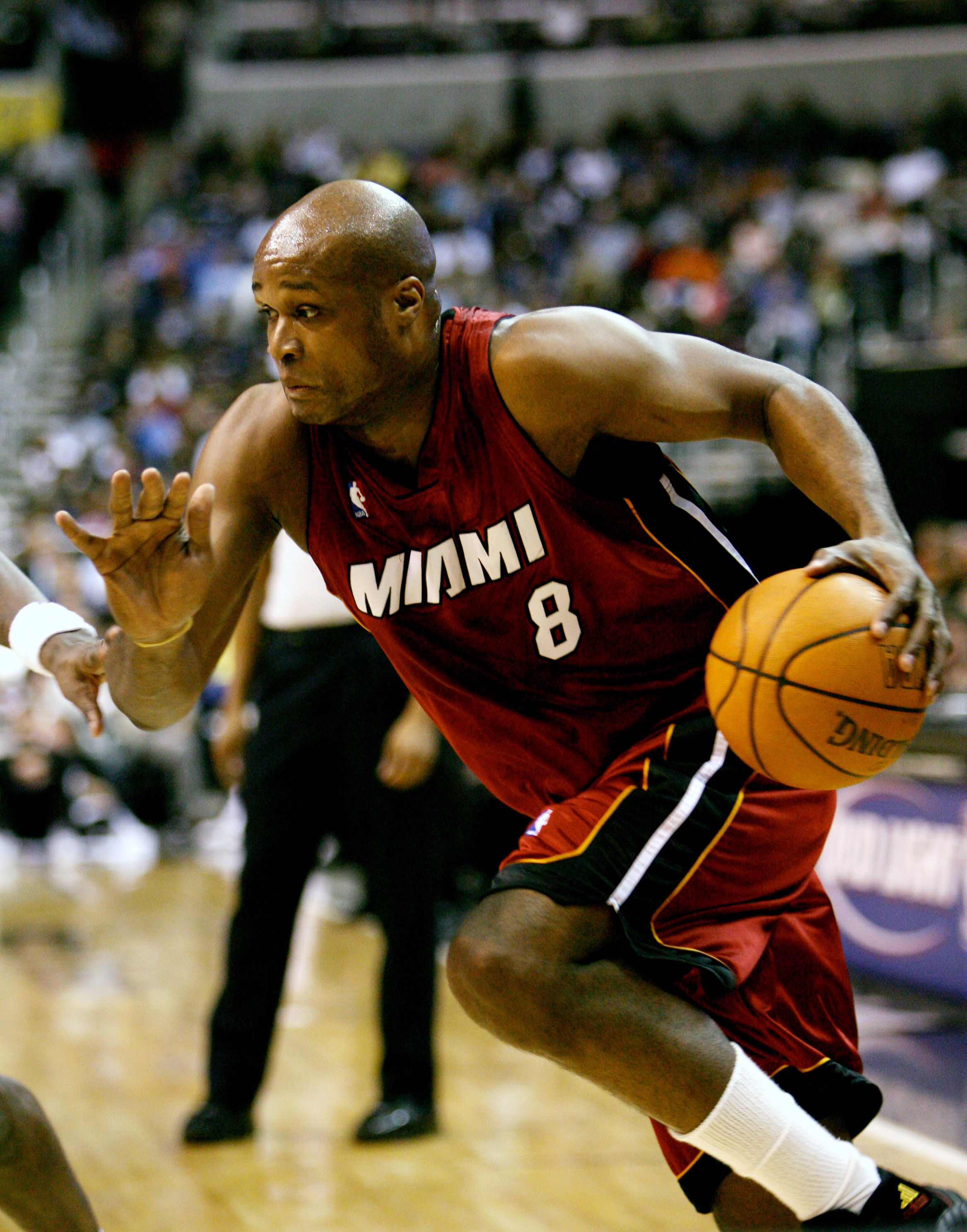
アントワン・ウォーカーは全体6位でボストン・セルティックスに指名された

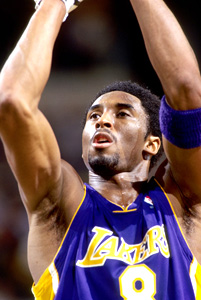
コービー・ブライアントは全体13位でシャーロット・ホーネッツに指名された（その後にレイカーズへトレード）

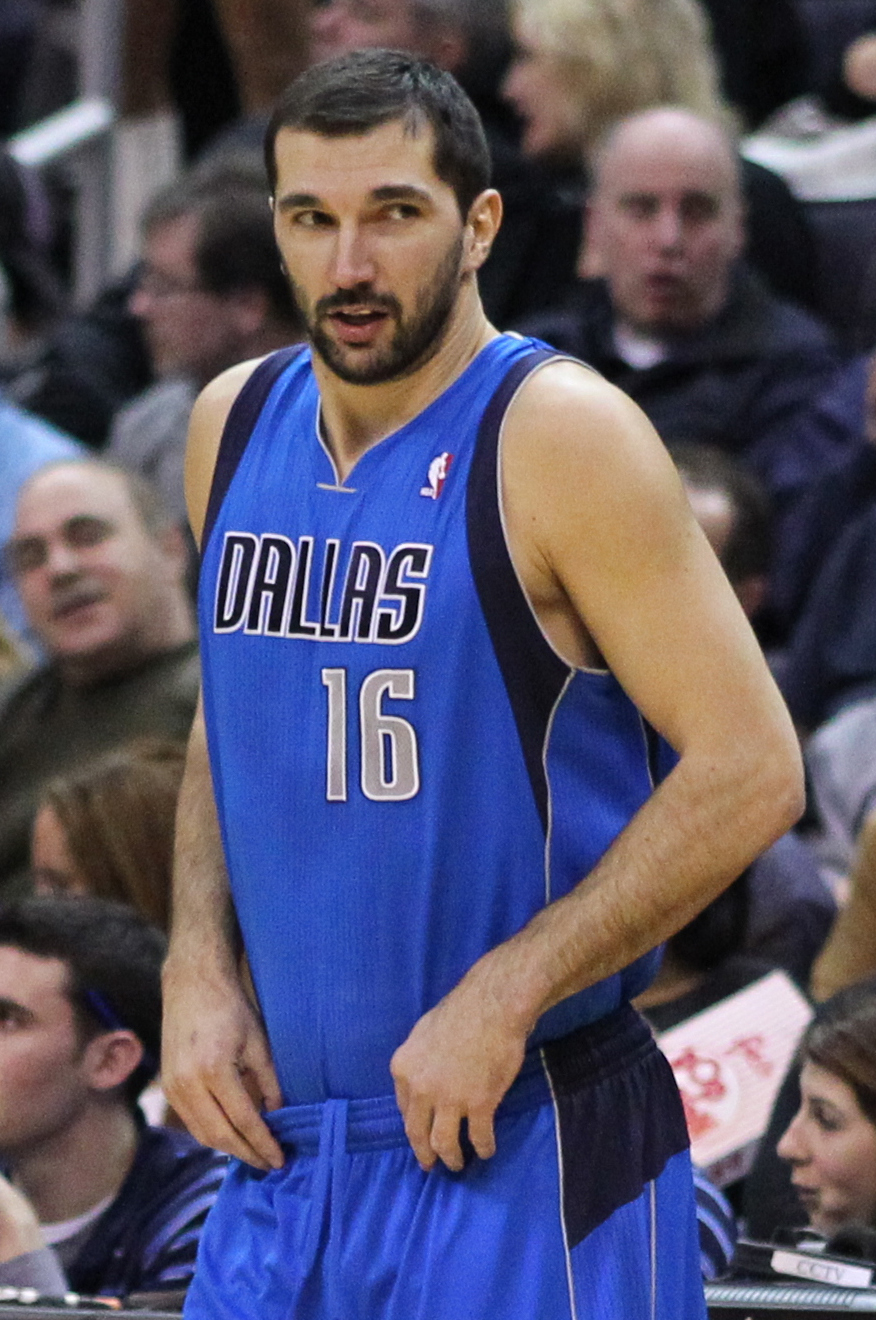
ペジャ・ストヤコヴィッチは全体14位でサクラメント・キングスに指名された

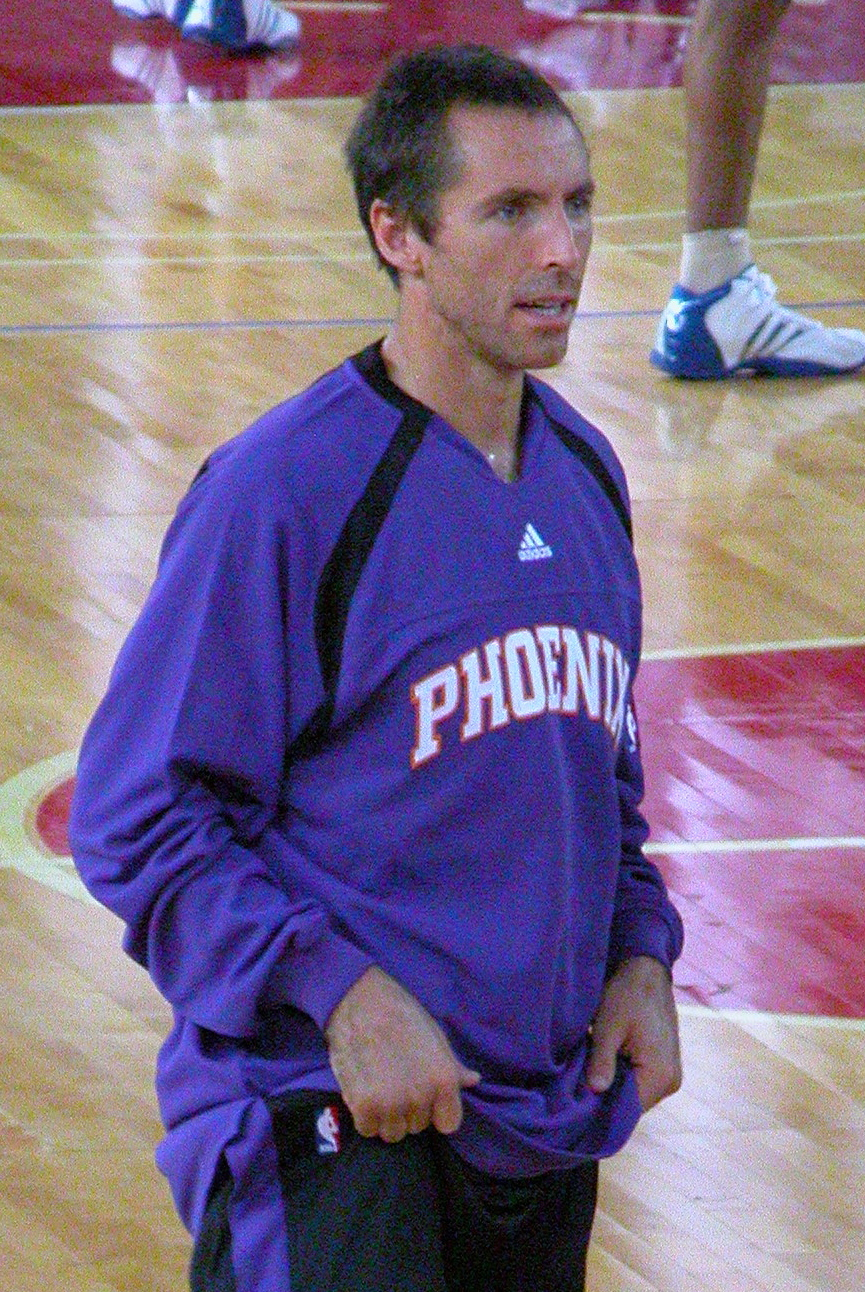
スティーブ・ナッシュは全体15位でフェニックス・サンズに指名された

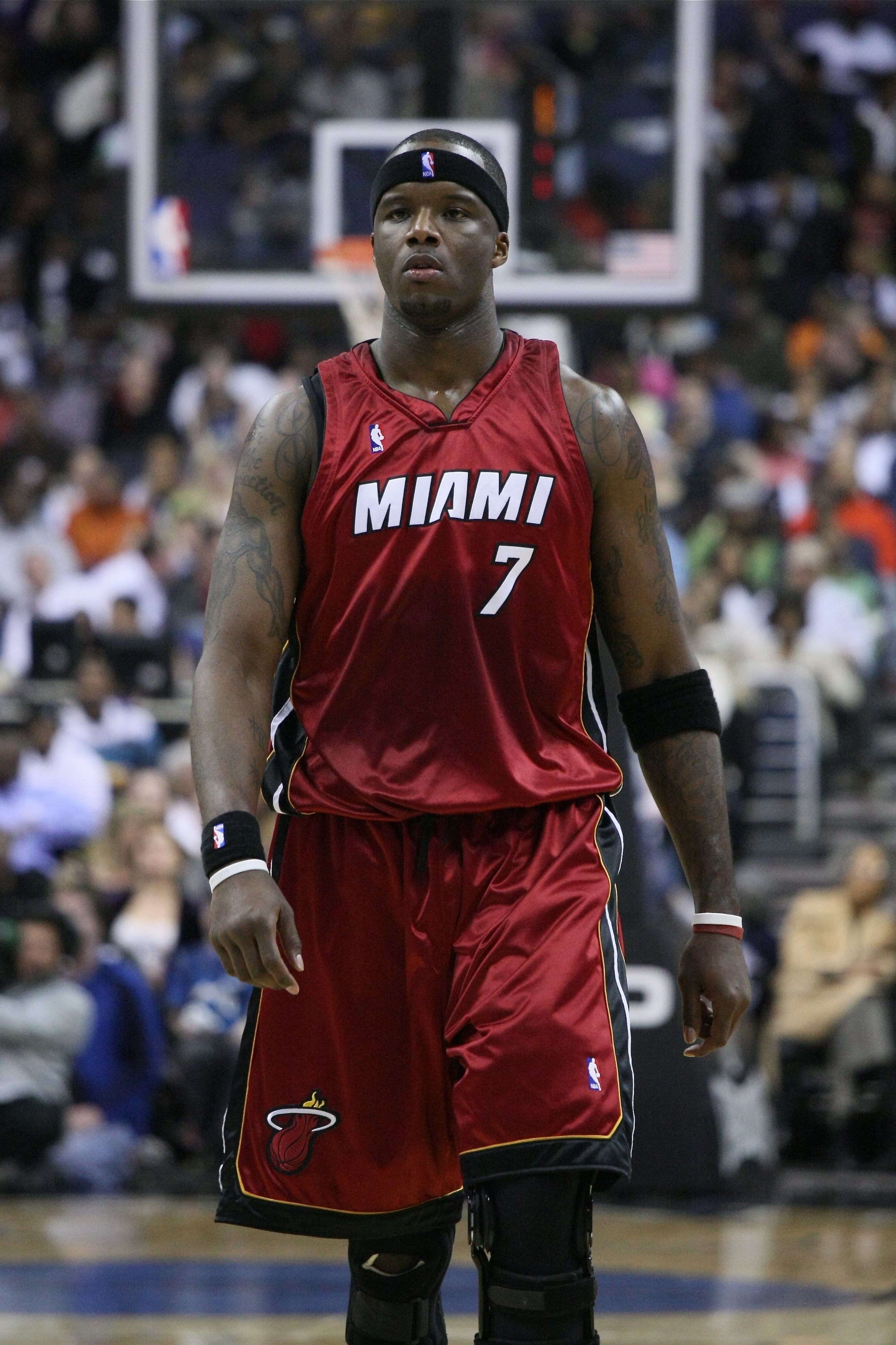
ジャーメイン・オニールは全体17位でポートランド・トレイルブレイザーズに指名された

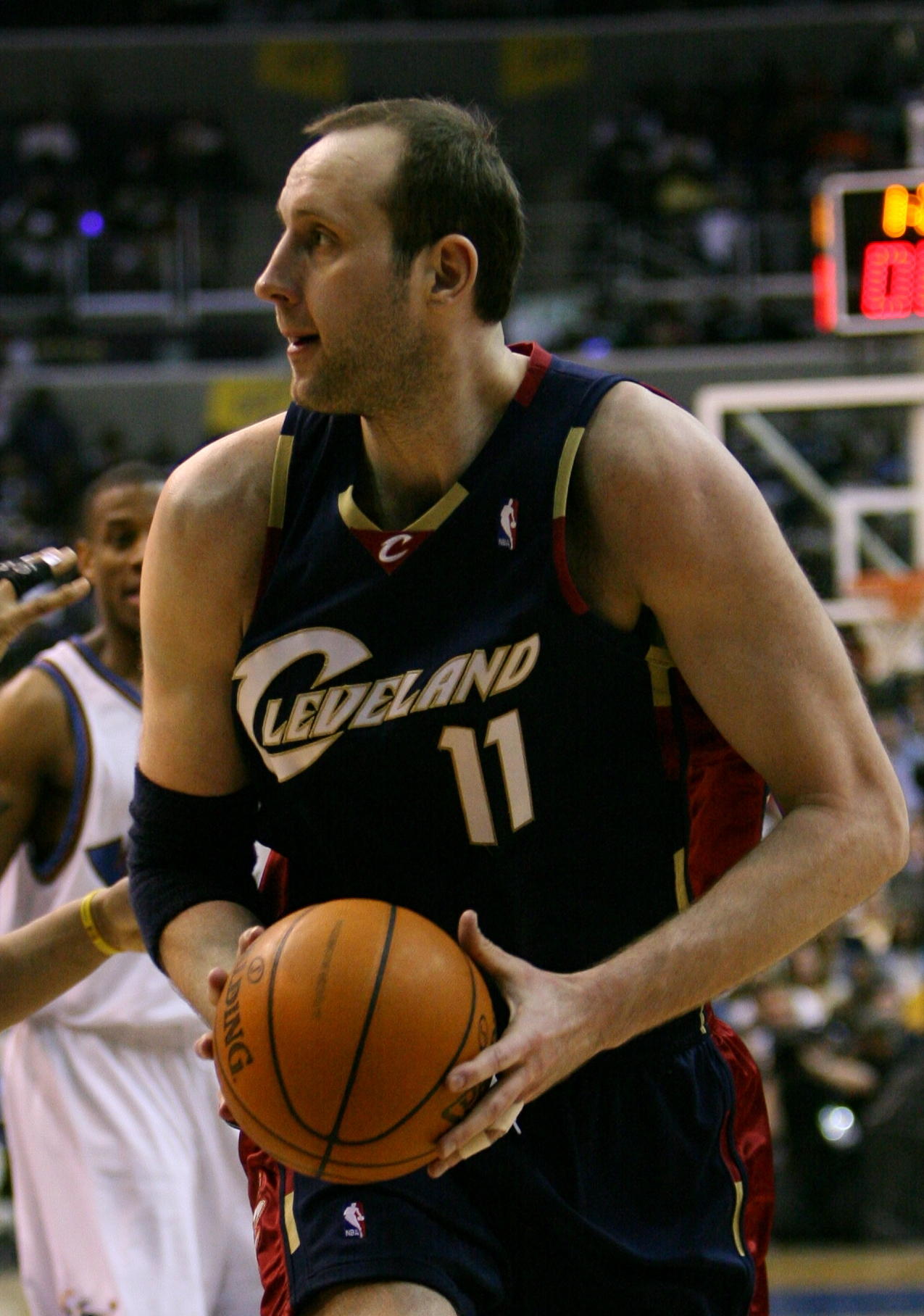
ジードルーナス・イルガウスカスは全体20位でクリーブランド・キャバリアーズに指名された

| PG | ポイントガード | SG | シューティングガード | SF | スモールフォワード | PF | パワーフォワード | C | センター |

| * | バスケットボール殿堂入り      |
| ^ | 現役プレーヤー                |
| S | NBAオールスター               |
| A | オールNBAチーム               |
| R | NBAオールルーキーチーム       |
| D | NBAオールディフェンシブチーム |
| C | NBAチャンピオン               |
| F | ファイナルMVP                 |
| # | NBAでのプレー経験なし         |
| M | シーズンMVP                   |

### 1巡目
| 指名順 | 選手名                                | 経歴            | 国籍           | 指名チーム | 出身校など                                  |  |
| ------ | ------------------------------------- | --------------- | -------------- | --- | ------------------------------------------- |  |
| 1      | アレン・アイバーソン (G)              | * S A R M       | アメリカ合衆国 | フィラデルフィア・セブンティシクサーズ                                                                                    | ジョージタウン大学                          |  |
| 2      | マーカス・キャンビー (C)              | R D             | アメリカ合衆国 | トロント・ラプターズ | マサチューセッツ大学                        |  |
| 3      | シャリーフ・アブドゥル＝ラヒーム (PF) | S R             | アメリカ合衆国 | バンクーバー・グリズリーズ                                                                                                | カリフォルニア大学                          |  |
| 4      | ステフォン・マーブリー (PG)           | S A R           | アメリカ合衆国 | ミルウォーキー・バックス （レイ・アレン、将来のドラフト1巡目指名権と引き換えにウルブズにトレード）                        | ジョージア工科大学                          |  |
| 5      | レイ・アレン (SG)                     | * S A R C       | アメリカ合衆国 | ミネソタ・ティンバーウルブズ （ステフォン・マーブリー)と引き換えに、将来のドラフト1巡目指名権とともにバックスにトレード） | コネチカット大学                            |  |
| 6      | アントワン・ウォーカー (PF)           | S R             | アメリカ合衆国 | ボストン・セルティックス （元はマーベリックスの指名権）                                                                   | ケンタッキー大学                            |  |
| 7      | ロレンゼン・ライト (C)                |                 | アメリカ合衆国 | ロサンゼルス・クリッパーズ                                                                                                | メンフィス大学                              |  |
| 8      | ケリー・キトルズ (SG)                 | R               | アメリカ合衆国 | ニュージャージー・ネッツ                                                                                                  | ビラノバ大学                                |  |
| 9      | サマキ・ウォーカー (PF)               |                 | アメリカ合衆国 | ダラス・マーベリックス （元はセルティックスの指名権）                                                                     | ルイビル大学                                |  |
| 10     | エリック・ダンピアー (C)              |                 | アメリカ合衆国 | インディアナ・ペイサーズ （元はナゲッツの指名権）                                                                         | ミシシッピ州立大学                          |  |
| 11     | トッド・フラー (C)                    |                 | アメリカ合衆国 | ゴールデンステート・ウォリアーズ                                                                                          | ノースカロライナ州立大学                    |  |
| 12     | ヴィタリー・ポタペンコ (C)            |                 | ウクライナ     | クリーブランド・キャバリアーズ （元はブレッツの指名権）                                                                   | ライト州立大学                              |  |
| 13     | コービー・ブライアント (SG)           | * S A R D C F M | アメリカ合衆国 | シャーロット・ホーネッツ （ブラデ・ディバッツとのトレードでレイカーズにトレード）                                         | ロウワー・メリオン高校 （ペンシルベニア州） |  |
| 14     | ペジャ・ストヤコヴィッチ (SF)         | S A C           | ユーゴスラビア | サクラメント・キングス | PAOK （ギリシャ）                           |  |
| 15     | スティーブ・ナッシュ (PG)             | * S A M         | カナダ         | フェニックス・サンズ | サンタクララ大学                            |  |
| 16     | トニー・デルク (SG)                   |                 | アメリカ合衆国 | シャーロット・ホーネッツ （元はヒートの指名権）                                                                           | ケンタッキー大学                            |  |
| 17     | ジャーメイン・オニール (F/C)          | S A             | アメリカ合衆国 | ポートランド・トレイルブレイザーズ                                                                                        | オー・クレア高校 （サウスカロライナ州）     |  |
| 18     | ジョン・ウォーレス (PF)               |                 | アメリカ合衆国 | ニューヨーク・ニックス （元はピストンズの指名権）                                                                         | シラキュース大学                            |  |
| 19     | ウォルター・マッカーティ (PF)         |                 | アメリカ合衆国 | ニューヨーク・ニックス （元はアトランタ・ホークスの指名権）                                                               | ケンタッキー大学                            |  |
| 20     | ジードルナス・イルガスカス (C)        |                 | リトアニア     | クリーブランド・キャバリアーズ                                                                                            | Atletas （リトアニア）                      |  |
| 21     | ドンテイ・ジョーンズ (PF)             |                 | アメリカ合衆国 | ニューヨーク・ニックス | ミシシッピ州立大学                          |  |
| 22     | ロイ・ロジャース (PF)                 |                 | アメリカ合衆国 | バンクーバー・グリズリーズ （元はロケッツの指名権）                                                                       | アラバマ大学                                |  |
| 23     | エフティミオス・レンティアス (C)      |                 | ギリシャ       | デンバー・ナゲッツ （元はペイサーズの指名権）                                                                             | PAOKテッサロニキBC (ギリシャ)               |  |
| 24     | デレック・フィッシャー (PG)           | C               | アメリカ合衆国 | ロサンゼルス・レイカーズ                                                                                                  | アーカンソー大学リトルロック校              |  |
| 25     | マーティン・マーセップ (PF)           |                 | エストニア     | ユタ・ジャズ （ヒートにトレード）                                                                                         | BC Kalev Tallinn （エストニア）             |  |
| 26     | ジェローム・ウィリアムス (F)          |                 | アメリカ合衆国 | デトロイト・ピストンズ （元はスパーズの指名権）                                                                           | ジョージタウン大学                          |  |
| 27     | ブライアン・エバンズ                  |                 | アメリカ合衆国 | オーランド・マジック | インディアナ大学                            |  |
| 28     | プリースト・ローダーデイル (C)        |                 | アメリカ合衆国 | アトランタ・ホークス （元はソニックスの指名権）                                                                           | Peristeri （ギリシャ）                      |  |
| 29     | トラビス・ナイト (C)                  | R               | アメリカ合衆国 | シカゴ・ブルズ | コネチカット大学                            |  |

### 2巡目
| 指名順 | 選手名                            | 経歴 | 国籍           | 指名チーム                             | 出身校など                       |
| ------ | --------------------------------- | ---- | -------------- | -------------------------------------- | -------------------------------- |
| 30     | オセラ・ハリントン (PF/C)         |      | アメリカ合衆国 | ヒューストン・ロケッツ                 | ジョージタウン大学               |
| 31     | マーク・ヘンドリクソン (PF)       |      | アメリカ合衆国 | フィラデルフィア・セブンティシクサーズ | ワシントン州立大学               |
| 32     | ライアン・マイナー (SG)           | #    | アメリカ合衆国 | フィラデルフィア・セブンティシクサーズ | オクラホマ大学                   |
| 33     | ムーチー・ノリス (PG)             |      | アメリカ合衆国 | ミルウォーキー・バックス               | ウェストフロリダ大学             |
| 34     | ショーン・ハーヴェイ (PG)         | #    | アメリカ合衆国 | ダラス・マーベリックス                 | ウェストバージニア州立大学       |
| 35     | ジョセフ・ブレア (C)              | #    | アメリカ合衆国 | シアトル・スーパーソニックス           | アリゾナ大学                     |
| 36     | ドロン・シーファー (SG)           | #    | イスラエル     | ロサンゼルス・クリッパーズ             | コネチカット大学                 |
| 37     | ジェフ・マキニス (G)              |      | アメリカ合衆国 | デンバー・ナゲッツ                     | ノースカロライナ大学             |
| 38     | スティーブ・ハマー (C)            |      | アメリカ合衆国 | ボストン・セルティックス               | テネシー大学                     |
| 39     | ラス・ミラード (PF)               | #    | アメリカ合衆国 | フェニックス・サンズ                   | アイオワ大学                     |
| 40     | マーカス・マン (PF)               | #    | アメリカ合衆国 | ゴールデンステート・ウォリアーズ       | ミシシッピヴァレー州立大学       |
| 41     | ジェイソン・サッサー (SF)         |      | アメリカ合衆国 | サクラメント・キングス                 | テキサス工科大学                 |
| 42     | ランディー・リヴィングストン (SG) |      | アメリカ合衆国 | ヒューストン・ロケッツ                 | ルイジアナ州立大学               |
| 43     | ベン・デイビス (PF)               |      | アメリカ合衆国 | フェニックス・サンズ                   | アリゾナ大学                     |
| 44     | マリック・ローズ (PF)             |      | アメリカ合衆国 | シャーロット・ホーネッツ               | ドレクセル大学                   |
| 45     | ジョー・ボーゲル (C)              | #    | アメリカ合衆国 | シアトル・スーパーソニックス           | コロラド州立大学                 |
| 46     | マーカス・ブラウン (G)            |      | アメリカ合衆国 | ポートランド・トレイルブレイザーズ     | マレー州立大学                   |
| 47     | ロン・ライリー (SG/SF)            | #    | アメリカ合衆国 | シアトル・スーパーソニックス           | アリゾナ州立大学                 |
| 48     | ジェイミー・フェイク (PF)         |      | アメリカ合衆国 | フィラデルフィア・セブンティシクサーズ | ミシガン州立大学                 |
| 49     | アマル・マカウスキル (C)          |      | アメリカ合衆国 | オーランド・マジック                   | マーケット大学                   |
| 50     | テレル・ベル (C)                  | #    | アメリカ合衆国 | ヒューストン・ロケッツ                 | ジョージア大学                   |
| 51     | クリス・ロビンソン (SG)           |      | アメリカ合衆国 | バンクーバー・グリズリーズ             | ウェスタンケンタッキー大学       |
| 52     | マーク・ポープ (PF)               |      | アメリカ合衆国 | インディアナ・ペイサーズ               | ケンタッキー大学                 |
| 53     | ジェフ・ノルドガード (SF)         |      | アメリカ合衆国 | ミルウォーキー・バックス               | ウィスコンシン大学グリーンベイ校 |
| 54     | シャンドン・アンダーソン (SF)     |      | アメリカ合衆国 | ユタ・ジャズ                           | ジョージア大学                   |
| 55     | ロニー・ヘンダーソン (SG)         | #    | アメリカ合衆国 | ワシントン・ブレッツ                   | ルイジアナ州立大学               |
| 56     | レジー・ゲーリー (SG)             |      | アメリカ合衆国 | クリーブランド・キャバリアーズ         | アリゾナ大学                     |
| 57     | ドリュー・バリー (PG)             |      | アメリカ合衆国 | シアトル・スーパーソニックス           | ジョージア工科大学               |
| 58     | ダーネル・ロビンソン (C)          | #    | アメリカ合衆国 | ダラス・マーベリックス                 | アーカンソー大学                 |

## 主なドラフト外選手

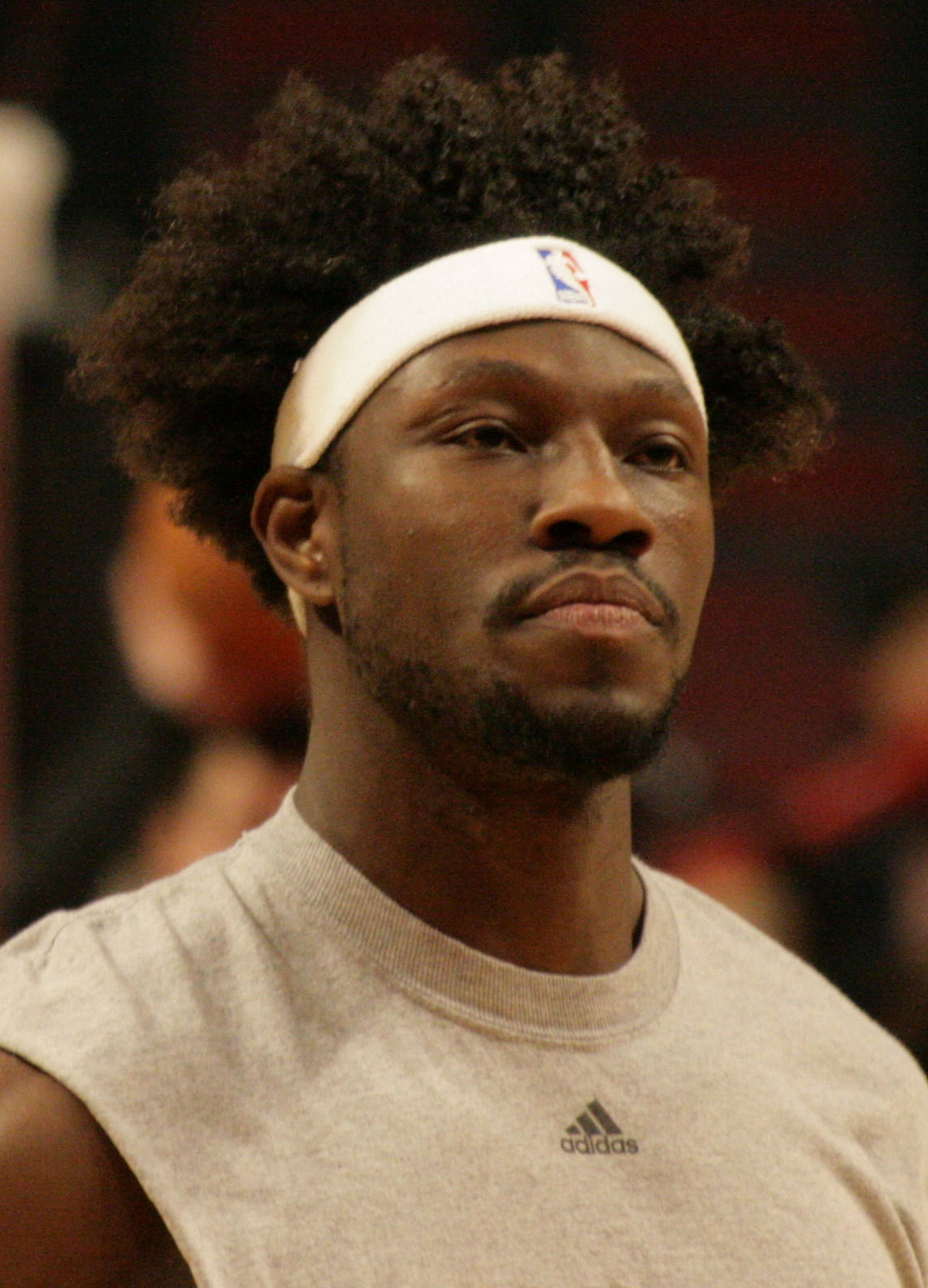
ベン・ウォーレスはドラフト外から殿堂入りを果たした史上唯一の選手である

- チャッキー・アトキンス (PG), 南フロリダ
- エイドリアン・グリフィン (SG/SF), セトンホール
- エリック・ストリックランド (SG), ネブラスカ
- ベン・ウォーレス (PF), バージニアユニオン